# Porträt Emmi Sieger
Das Porträt Emmi Sieger (BC 133) ist ein Gemälde des deutschen Malers Lovis Corinth aus dem Jahr 1896. Es zeigt die Frau des Malers Rudolf Sieger als Kopfporträt. Gemalt wurde es von Corinth in dessen Atelier in München.

## Bildbeschreibung
Auf dem kleinformatigen Bild ist eine junge Frau, Emmi Sieger, als Kopfporträt in einer Frontalansicht dargestellt. Das Bild ist in Ölfarben auf einer Leinwand ausgeführt, wobei Corinth für die skizzenhafte Darstellung nur den zentralen Bereich der Leinwand nutzte und einen Hintergrund nur andeutete. Die Frau mit den dunklen gelockten Haaren blickt den Maler direkt an, ihr Kopf ist leicht nach rechts geneigt.
Das Bild ist unterhalb des Porträts mit 
Lovis Corinth 1896 München
signiert.

## Hintergrund und Deutung
Das Bild entstand nach Angaben der Dargestellten in dem von Lovis Corinth und seinen Schülern gemeinsam genutzten Atelier in der Münchner Giselastraße. Rudolf Sieger war kurz vorher Schüler von Corinth geworden und Corinth malte die junge Frau, als er zu Sieger in das Atelier kam. Emmi Sieger schrieb hierzu in einem Brief an Charlotte Berend-Corinth im Jahr 1928:

„Mein Bild entstand dadurch, daß mein Mann Corinths Schüler wurde. Da Corinth ein etwas scheuer Mensch war, durfte ich mich bei Leibe nicht blicken lassen, wenn er in die Giselastraße zum Korrigieren kam. – Aber eines Tages mußte ich meinem Mann Modell sein, und so sah mich der Meister. Als Corinth meinen Mann korrigierte, fing er an, mich zu malen. Und da er alles um sich vergaß, Zeit, Raum, alles, wenn er arbeitete, malte und malte er ohne aufzuhören, bis die Skizze fertig war. Aber sprechen durfte ich nicht dabei, es hätte auch keinen Zweck gehabt, er antwortete doch nur »Hm, hm!«“

Corinth war 1891 nach München zurückgekehrt, nachdem er sich erst in Paris und danach in Königsberg aufgehalten hatte. Hier konzentrierte er sich auf seine weitere Karriere und Anerkennung als Maler, wobei er die verschiedenen aktuellen Strömungen in Anlehnung an Max Klinger, Hans Thoma und Arnold Böcklin aufnahm, zugleich aber auch seine Erfahrungen aus seiner Arbeit in Paris zur Freilichtmalerei unter anderem in Form von Atelierbildern fortführte. 1896, im gleichen Jahr wie das Porträt Emmi Sieger, entstand in München unter anderem Corinths Selbstporträt mit Skelett.

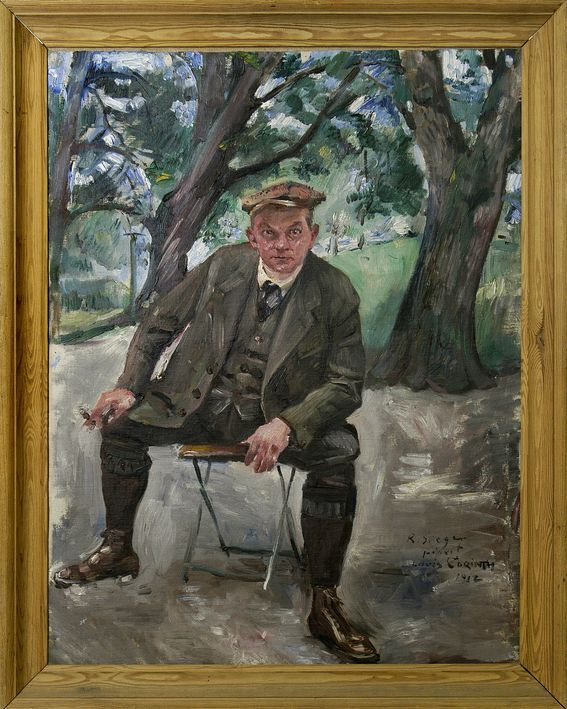
Bildnis Rudolf Sieger, 1912 (BC 527)

Im Jahr 1912 malte Corinth auch ein Porträt seines mittlerweile bekannter gewordenen Malerkollegen Rudolf Sieger als Vollporträt und Sieger stand auch im Jahr 1915 Modell bei Corinths später zerstörtem Lutherbildnis.

## Provenienz und Ausstellungen
Das Gemälde befand sich laut Werkverzeichnis zuerst im Privatbesitz der Familie Sieger in Rostock, und danach bei Emmi Sieger in München. Heute befindet es sich im Bestand des Kulturhistorischen Museums in Rostock. Ausgestellt wurde es laut Werkverzeichnis vom 21. Juli 1958 bis 18. September 1958 in der Lovis-Corinth-Gedächtnisausstellung in der Nationalgalerie in Berlin.

## Belege
1. 1 2 3 4  Porträt Emmi Sieger. In: Charlotte Berend-Corinth: Lovis Corinth. Werkverzeichnis. Neu bearbeitet von Béatrice Hernad. Bruckmann Verlag, München 1958, 1992; BC 133, S. 73. ISBN 3-7654-2566-4.
2. ↑  Charlotte Berend-Corinth: Lovis Corinth. Werkverzeichnis. Neu bearbeitet von Béatrice Hernad. Bruckmann Verlag, München 1958, 1992; Briefe und Zitate, Nr. 2. Zu Katalog Nr. 133. ISBN 3-7654-2566-4.
3. ↑  
Biografische Skizze. In: Michael F. Zimmermann: Lovis Corinth. Reihe Beck Wissen bsr 2509. C. H. Beck, München 2008, ISBN 978-3-406-56935-7; S. 9–26; hier S. 12–13.
4. ↑  Bildnis Rudolf Sieger. In: Charlotte Berend-Corinth: Lovis Corinth. Werkverzeichnis. Neu bearbeitet von Béatrice Hernad. Bruckmann Verlag, München 1958, 1992; BC 527, S. 134. ISBN 3-7654-2566-4.
5. ↑  Martin Luther. In: Charlotte Berend-Corinth: Lovis Corinth. Werkverzeichnis. Neu bearbeitet von Béatrice Hernad. Bruckmann Verlag, München 1958, 1992; BC 655, S. 152. ISBN 3-7654-2566-4.